# Сан-Жуан-Эванжелиста (Минас-Жерайс)
Сан-Жуан-Эванжелиста (порт. São João Evangelista) — муниципалитет в Бразилии, входит в штат Минас-Жерайс. Составная часть мезорегиона Вали-ду-Риу-Доси. Входит в экономико-статистический микрорегион Гуаньяйнс. Население составляет 15 498 человек на 2006 год. Занимает площадь 478,820 км². Плотность населения — 32,7 чел./км².

## История
Город основан 1 июня 1926 года. 

## Статистика
- Валовой внутренний продукт на 2003 год составляет 41 294 958,00 реалов (данные: Бразильский институт географии и статистики).
- Валовой внутренний продукт на душу населения на 2003 год составляет 2649,49 реалов (данные: Бразильский институт географии и статистики).
- Индекс развития человеческого потенциала на 2000 год составляет 0,683 (данные: Программа развития ООН).